# 고양이는 불러도 오지 않는다.
《고양이는 불러도 오지 않는다》(일본어: 猫なんかよんでもこない)는 2015년 제작된 드라마 영화이다. 야마모토 토오루가 감독, 야마모토 토오루, 하야시 타미오가 각본을 맡았으며 카자마 슌스케, 츠루노 다케시, 마츠오카 마유, 이치카와 미와코, 야시마 토시하루 등이 출연한다. 2016년 1월 30일 일본에서 개봉되었다.

## 출연
- 카자마 슌스케 - 미츠오 스기타 역
- 츠루노 타케시 - 미츠오 형 역
- 마츠오카 마유 - 우메자와 역
- 이치카와 미와코
- 야시바 토시히로